# Dioptrochasma specularia
Dioptrochasma specularia es un género de polilla de la familia Geometridae. El género fue descrito por primera vez por John Henry Holland en 1893 y se puede encontrar con endemismo en la África subsahariana. El sintipo de la especie fue descrita en los valles del Río Ogüé.